# Szachar Zubari
Szachar Zubari, Shahar Zubari (hebr. שחר צוברי, ur. 1 września 1986 w Ejlacie) – izraelski żeglarz sportowy. Brązowy medalista olimpijski z Pekinu.
Zawody w 2008 były jego debiutanckimi igrzyskami olimpijskimi. Po medal sięgnął w windsurfingowej klasie RS:X. Wcześniej startował także w Mistralu. Pływać zaczął w wieku sześciu lat, w wyścigach bierze udział od trzynastego roku życia. W 2008 był brązowym medalistą mistrzostw świata, w 2009 i 2010 triumfował w mistrzostwach Europy. Jego wuj Gad był olimpijczykiem w 1972, brał udział w turnieju zapaśniczym.